# Altinópolis
Altinópolis est une municipalité brésilienne de l'État de São Paulo. L'activité principale de cette région est la culture du café et de la canne à sucre.

## Démographie
| Évolution de la population (municipalité) | Évolution de la population (municipalité) | Évolution de la population (municipalité) | Évolution de la population (municipalité) |
| Année                                     | Population                                |                                           | %±                                        |
| ----------------------------------------- | ----------------------------------------- | ----------------------------------------- | ----------------------------------------- |
| 1920                                      | 8 823                                     |                                           |                                           |
| 1940                                      | 10 154                                    |                                           | 15,1%                                     |
| 1950                                      | 10 339                                    |                                           | 1,8%                                      |
| 1960                                      | 10 901                                    |                                           | 5,4%                                      |
| 1970                                      | 10 819                                    |                                           | −0,8%                                     |
| 1980                                      | 12 743                                    |                                           | 17,8%                                     |
| 1991                                      | 13 642                                    |                                           | 7,1%                                      |
| 2000                                      | 15 481                                    |                                           | 13,5%                                     |
| 2010                                      | 15 607                                    |                                           | 0,8%                                      |
| 2022                                      | 16 818                                    |                                           | 7,8%                                      |
| ,                                         |                                           |                                           |                                           |

## Cité de la paix et de la non-violence
Marco Ernani, pédiatre et membre du PT (Parti des travailleurs) est devenu maire de la ville de 1993 à 1996. Il a été de nouveau élu pour un second mandat de 2001 à 2004 puis constamment réélu ensuite. Son mandat actuel se termine en 2016. Au cours de son second mandat, M. Ernani a tenté d'améliorer les conditions de vie des habitants par une expérimentation sociale portant sur la non-violence par l'éducation, la mise en place d'un système de santé décentralisé et l'amélioration de l'habitat.
Dans le domaine de l'éducation, M. Ernani s'est efforcé de suivre les recommandations de l'UNESCO qui a défini quatre piliers fondamentaux : apprendre à apprendre, apprendre à comprendre, apprendre à être et apprendre à vivre avec les autres. Ainsi, dans les écoles les enseignants arrivent à 7h00 (les cours se déroulent de 8h00 à 13h00) et pendant une heure, ils se préparent à accueillir les enfants par un travail comprenant une méditation et un échange entre collègues sur la journée qui s'annonce. Ils disposent d'une échelle d'humeur qui leur permet de signaler à leurs collègues comment ils se sentent en début de leur journée : heureux, fatigués, pleins d'énergie… De leur côté, les enfants commencent par pratiquer une séance de tai chi dans la cour. À l'entrée dans la classe, l'enseignant prend chaque enfant dans ses bras. Chaque classe a ses principes de paix et de coopération élaborés par les enfants et les enseignants. Ils sont affichés au-dessus du tableau et lus chaque jour. Dans chaque école, un lieu a été aménagé pour accueillir les enfants qui sont en conflit. Ils viennent y recevoir l'appui d'autres enfants ou d'enseignants. Par ailleurs, les cours de religions ont été conçus en concorde avec les représentants des cinq cultes présents sur la commune. Les après-midis des activités et des projets artistiques et culturels sont proposés aux élèves : musique, danse, chant, activités sportives, activités artistiques, jeux de société, etc.
Dans le domaine de la santé : la mairie donne deux conférences par semaine aux populations les plus défavorisées sur l'éducation à la santé, à l'alimentation et à l’hygiène. Les personnes qui les suivent régulièrement reçoivent un colis de nourriture d'une valeur de 10 € deux fois par mois. Par ailleurs, chaque famille peut faire appel gratuitement à des conseillers de la mairie sur la santé. La mairie a également formé du personnel hospitalier aux pratiques médicales alternatives : acupuncture, reiki, auriculothérapie, etc.
La mise en place de ce programme a conduit à l'effondrement de la petite criminalité et à la chute de la mortalité infantile.